# Plodnice

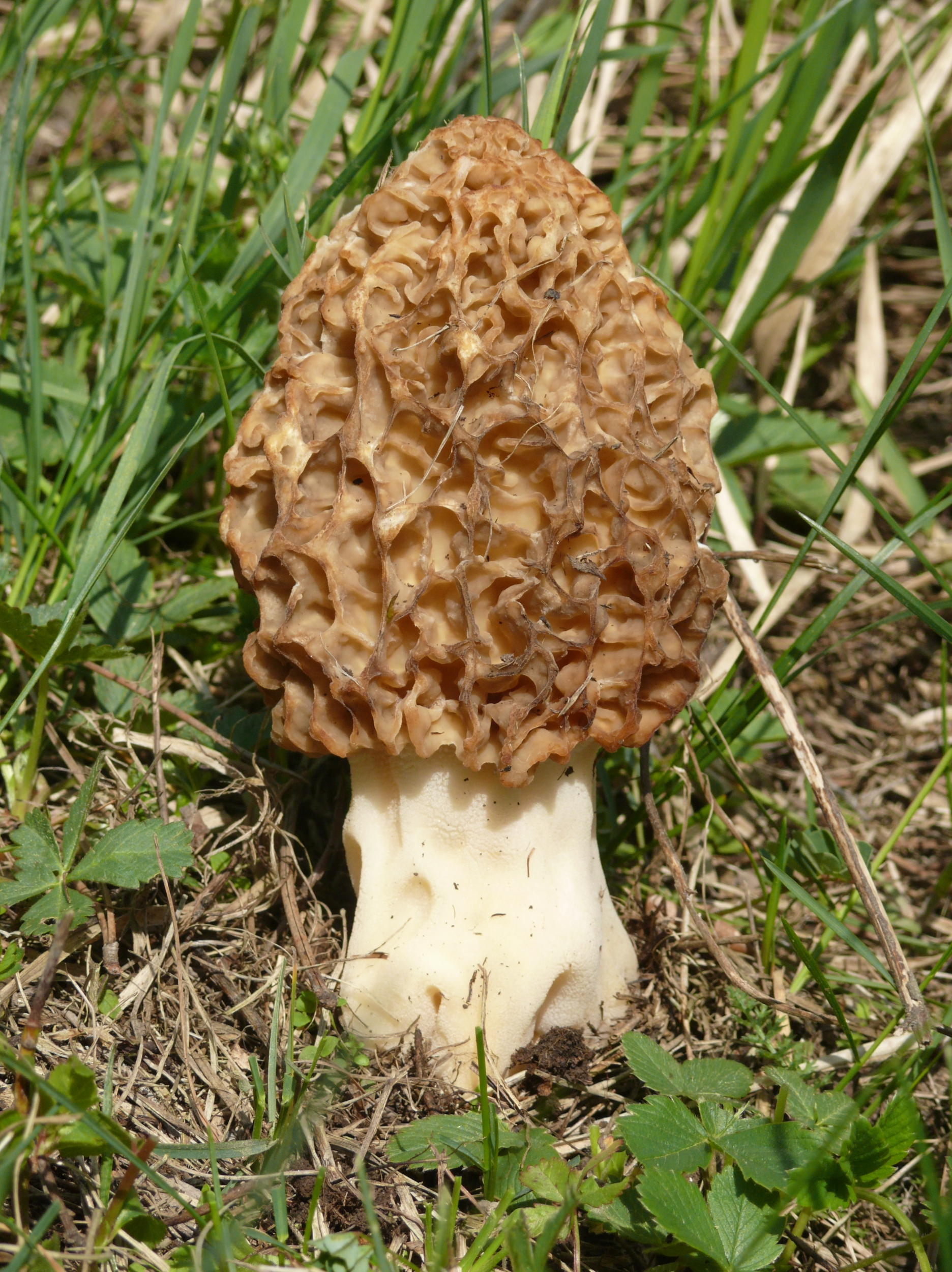
Plodnice smrže obecného

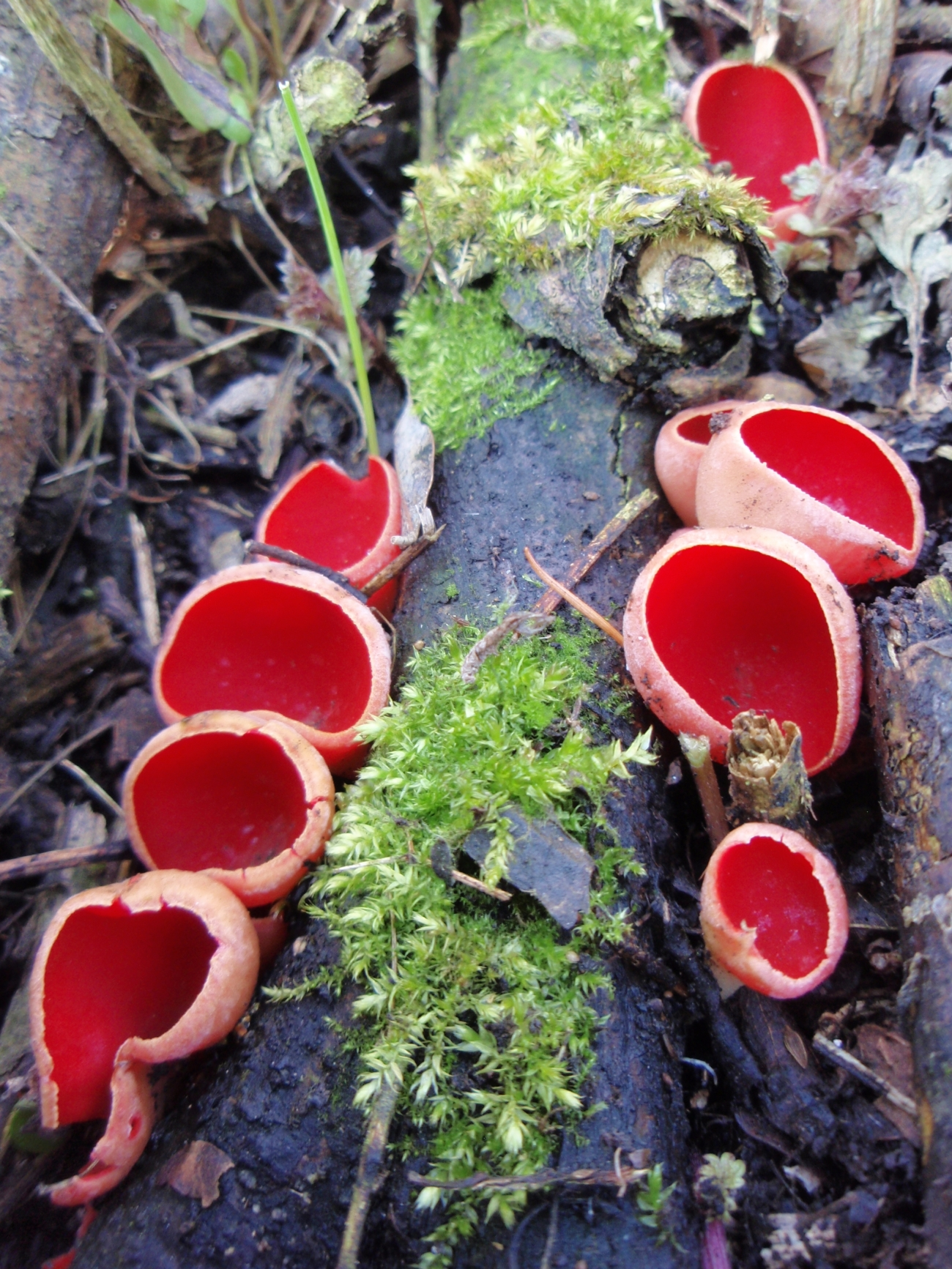
Ohnivec rakouský

Plodnice (sporokarp, lidově houba) je morfologicky odlišená část vývojově vyšších houbových organizmů, která slouží k produkci výtrusů a tím pádem k rozmnožování. Plodnice většinou vyrůstají z mycelia nad zemský povrch, u některých druhů hub však mohou být i podzemní, například u lanýže. Nabývají nejrůznějších velikostí, tvarů a barev, což se uplatňuje při poznávání a klasifikaci hub.
Plodnice stopkovýtrusných hub se nazývá bazidiokarp, plodnice vřeckovýtrusných hub je askokarp.

## Askokarp
Existují tři základní druhy askokarpu: apothecium, perithecium a pyknida.

## Bazidiokarp

Ilustrace základní anatomie bazidiokarpu u žampionu, muchomůrky a hřibu.

U hub stopkovýtrusných se plodnice nejčastěji skládá z třeně a klobouku. Klobouk obsahuje výtrusorodé rouško uspořádané nejčastěji do rourek nebo lupenů. Z anatomického pohledu je plodnice tvořena plektenchymem, nepravým pletivem spleteným z houbových vláken.